# Грімнісмал
Грімнісмал (давньосканд. Grímnismál) або Пісня Грімніра — одна з міфологічних поем «Старшої Едди». Оповідь ведеться від імені Грімніра, одного зі втілень Одіна, якого катував конунг Гейррьод (давньосканд. Geirröth).
Пісня розпочинається з довгої оповіді в прозі про обставини, які призводять до монологу Грімніра. Сам монолог складається з 54 стансів. Остання частина також написана прозою й оповідає про загибель Гейррьода, сходження його сина на престол та зникнення Одіна. Обидві частини, написані прозою, імовірно, не входили до початкової усної традиції.
Поема збереглася в манускриптах «Codex Regius» та «AM 748 I 4to».

## Зміст
В першому прозовому уривкові розповідається про те, як Гейррьод прийшов до влади, виштовхнувши назад у море свого брата Агнара. Потім, спостерігаючи за світами, Одін та Фрігг посперечалися про жадіність Гейррьода. Фрігг надіслала свою служницю Фуллу попередити Гейррьода й, за її напучуванням, Гейррьод наказав схопити та катувати подорожнього Грімніра, на якого перетворився Одін, посадивши його поміж двох багать. Агнар, син Гейррьода (названий на честь брата Гейрььода), дав Одінові напитися з рога, після чого оповідь переходить до монологу Грімніра.
Поетична частина починається з подяки та благословіння Одіном Агнара. Потім Одін розповідає про дев'ять світів, про справи та місце кожного божества та інших міфічних істот. Загалом пісня являє собою оповідь про світобудову. По тому Одін перераховує свої імена й позбавляє Гейррьода своєї підтримки, пророкуючи йому швидку загибель.
В останньому уривкові коротко перераховано наслідки цієї промови: Гейррьод хотів звільнити Грімніра з вогню, дізнавшися, що це Одін, але підковзнувся й впав на свій меч. Агнар, його син, обійняв його місце й ще довго керував.

## Галерея

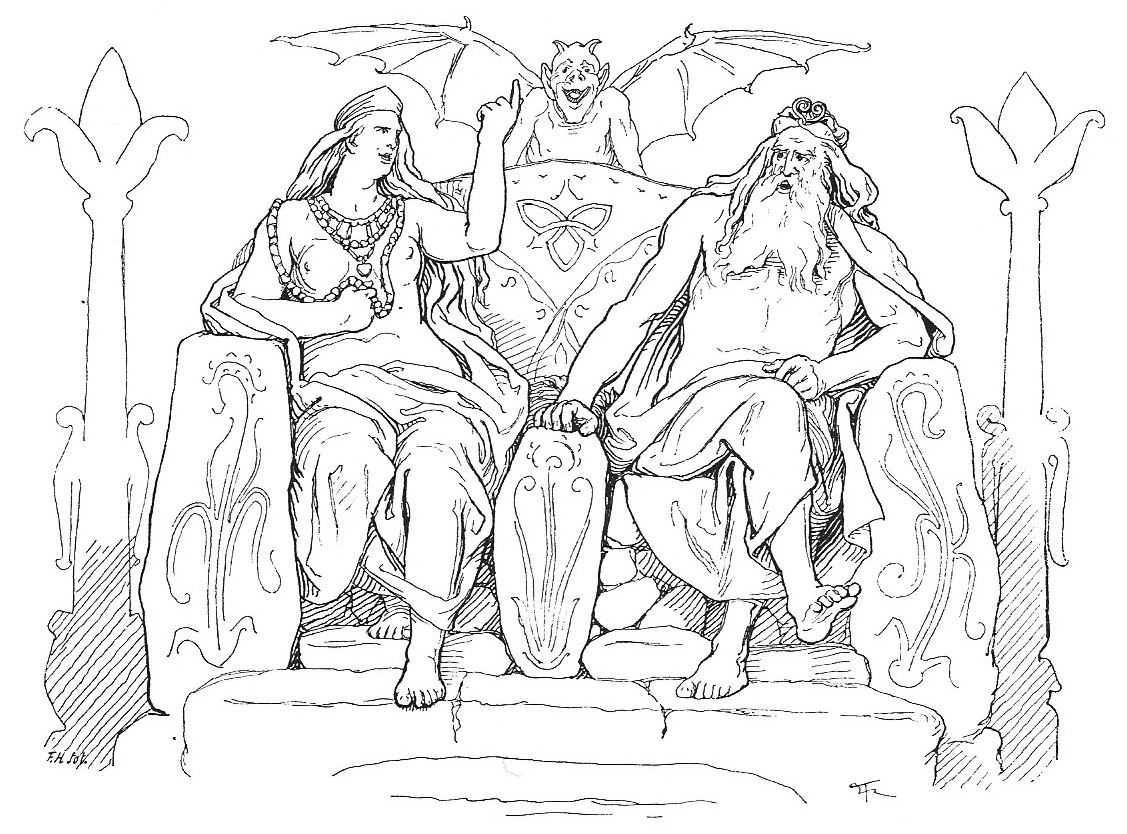
Фрігг та Одін. Малюнок Фрьоліха.
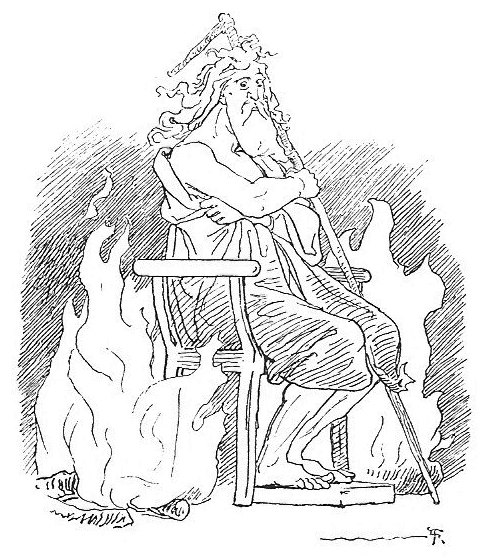
Катування Грімніра. Малюнок Фрьоліха.
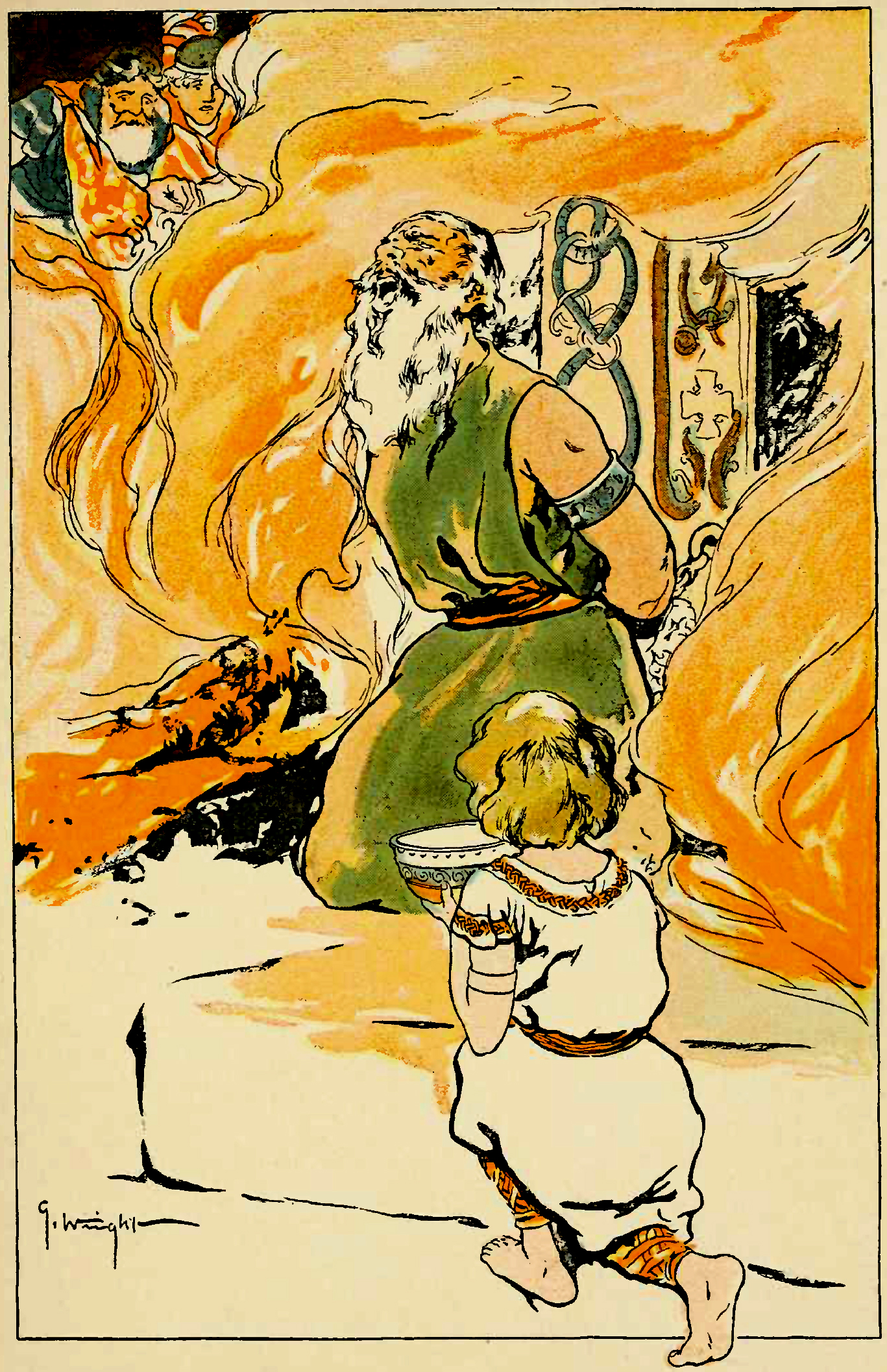
Агнар пропонує Грімнірлві пити. Малюнок Джорджа Райта.
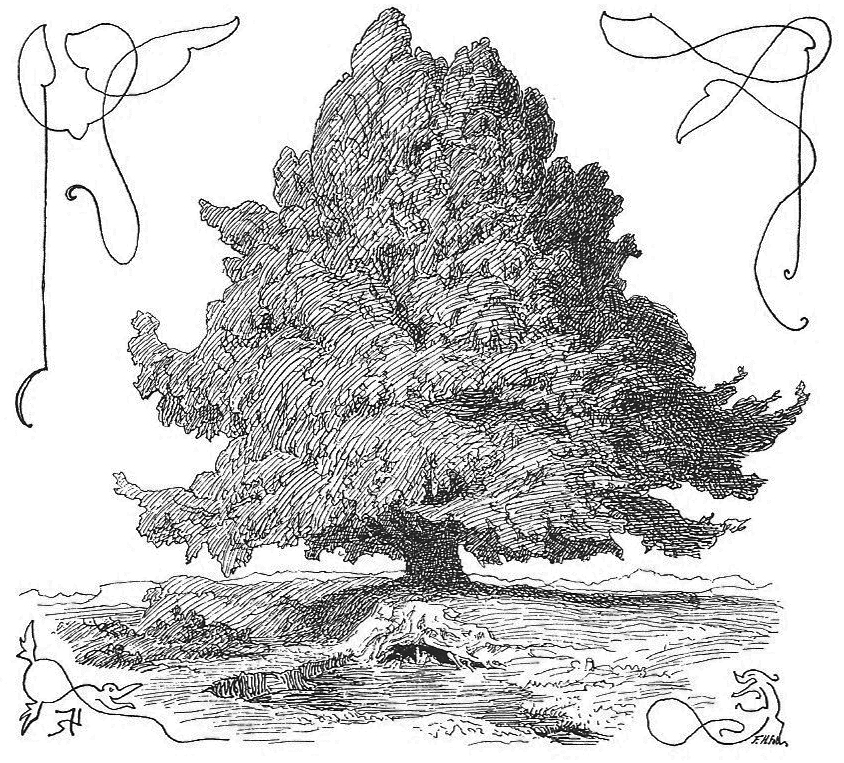
Іггдрасілль. Малюнок Фрьоліха.